# ISO 50001
La norma internazionale ISO 50001 "Sistemi di gestione dell'energia - Requisiti con guida per l'uso", recepita e tradotta nella sua versione italiana nella UNI CEI EN ISO 50001, specifica i requisiti per creare, implementare, avviare, mantenere e migliorare un sistema di gestione dell'energia (EnMS). Creata dall'Organizzazione internazionale per la normazione fa parte della serie di norme ISO 50000 per la gestione dell'energia. L'obiettivo di tale sistema è di consentire che un'organizzazione persegua, seguendo un approccio sistematico il miglioramento continuo delle proprie prestazioni energetiche e del proprio EnMS, comprendendo in questo l'analisi della propria efficienza energetica, nonché il controllo sui consumi e gli usi dell'energia, con possibili riduzioni dei costi energetici e monitoraggio delle fonti. Oltre al rispetto della normativa cogente la norma prevede di analizzare le fonti/vettori di energia e i processi/USE in cui esse vengono ripartite.
L'edizione attualmente in vigore è di agosto 2018, recepimento italiano di settembre 2018, si ispira al modello PDCA (Plan-Do-Check-Act, detto anche ciclo di Deming dal nome del suo ideatore William Edwards Deming).

## Cronologia
| Anno | Edizione              |
| ---- | --------------------- |
| 2011 | 1ª Edizione           |
| 2018 | 2ª Edizione           |
| 2024 | Amd 1: Climate action |

## Certificazione
Tale norma può essere utilizzata per una certificazione, un'auto-dichiarazione oppure semplicemente come linea guida per stabilire, attuare e migliorare un sistema di gestione dell'energia. Si tratta di una norma volontaria a cui possono aderire tutte le tipologie di aziende e organizzazioni. In Itala il decreto legislativo del 4 luglio 2014, n. 102 attuazione della direttiva 2012/27/UE sull'efficienza energetica definendo un quadro di misure per la promozione e il miglioramento dell'efficienza energetica, cita la certificazione ISO 50001, in particolare per le grandi imprese (così come definite dal testo di norma) e le industrie energivore (elenchi nazionali ENEA) che sono tenute a divulgare la propria diagnosi energetica. Un EGE o personale equiparabile, con know-how in temi energetici, devono sottoscrivere, in alcuni casi la diagnosi energetica/analisi energetica, in collaborazione con la direzione aziendale, che l'approva in collaborazione con l'RSG.
Tale certificazione non attesta una particolare prestazione energetica, né tanto meno dimostra un basso consumo energetico, ma piuttosto sta a dimostrare che l'organizzazione certificata ha un sistema di gestione adeguato a tenere sotto controllo USE e i vettori coinvolti nelle proprie attività, mantenendo e monitorando nel tempo il legame tra i due in modo efficiente. L'EnMS ricerca sistematicamente il miglioramento in modo coerente ed efficace. La ISO 50001 non è quindi una certificazione di prodotto, ma una certificazione di processo. In quest'ottica le fonti rinnovabili, sono valide se garantiscono una miglior efficienza energetica e facilitano il legame fonte/uso (con minori perdite energetiche). Un buon EnMS deve controllare tutti gli usi energetici della catena produttiva o dell'erogazione del servizio (dall'inizio alla fine), includendo possibilmente anche i fornitori. Un ruolo importante nel miglioramento energetico e nella gestione energetica l'hanno quindi le attrezzature (es. Illuminazione, macchinari produttivi o di servizio) e i mezzi, i quali devono essere correttamente controllati, sia in termini manutentivi che di sostituzione. Riguardo ai mezzi e attrezzature l'organizzazione è tenuta a misurare in maniera precisa i consumi energetici degli stessi (tramite misuratori di consumo o conversioni di consumo in termini energetico, vedasi uso di carburante) o ove non possibile tramite stime precise e ragionate (correttamente ponderate e giustificando l'assenza di possibilità di misurazione precisa).

La norma che definisce i giorni di audit per verifiche ISO 50001:2018 condotte da organismi di certificazione accreditati è la ISO 50003:2021. Accredia allo stato attuale, fino a diversa comunicazione di IAF,  preferisce mantenere la suddivisione degli accreditamenti per aree tecniche come indicate dalla tabella 2 della ISO 50003:2014: edifici, edifici complessi, industria medio leggera, industria pesante, trasporti, miniere, agricoltura, fornitura/produzione di energia. La certificazione ISO 50001 applicata esclusivamente all'area edifici non deve essere confusa con la APE, benché questa può essere d'aiuto, specialmente nella definizione della base line. La tematica della soppressione e mantenimento delle aree tecniche è un ottimo spunto di riflessione su quella che è la complessità che gli usi energetici hanno nelle diverse realtà e l'esigenza di chiarire dove il sistema agisce. A volte, può essere complesso separare le aree aziendali e definire per ciascuna gli usi preponderanti, in quando profondamente legate o interdipendenti. Per esempio, un campeggio con servizi di ristorazione e tour guidati, avendo inoltre un'ampia superficie a fotovoltaico, potrebbe avere difficoltà a separare gli USE e i vettori ragionando con vincolo esclusivo agli edifici, o ai servizi, o ai trasporti, introducendo inoltre la tematica del energia autoprodotta, la quale, oltre ad essere un vettore, è anche coinvolta negli USE e classificabile come produzione di energia, se maggiore dei consumi totali. È dunque più immediato utilizzare un approccio di rilevanza delle aree energetiche. La norma infatti parla di USE, vale a dire: utilizzo significativo dell'energia, dove il miglioramento degli utilizzi avrebbe maggior impatto.

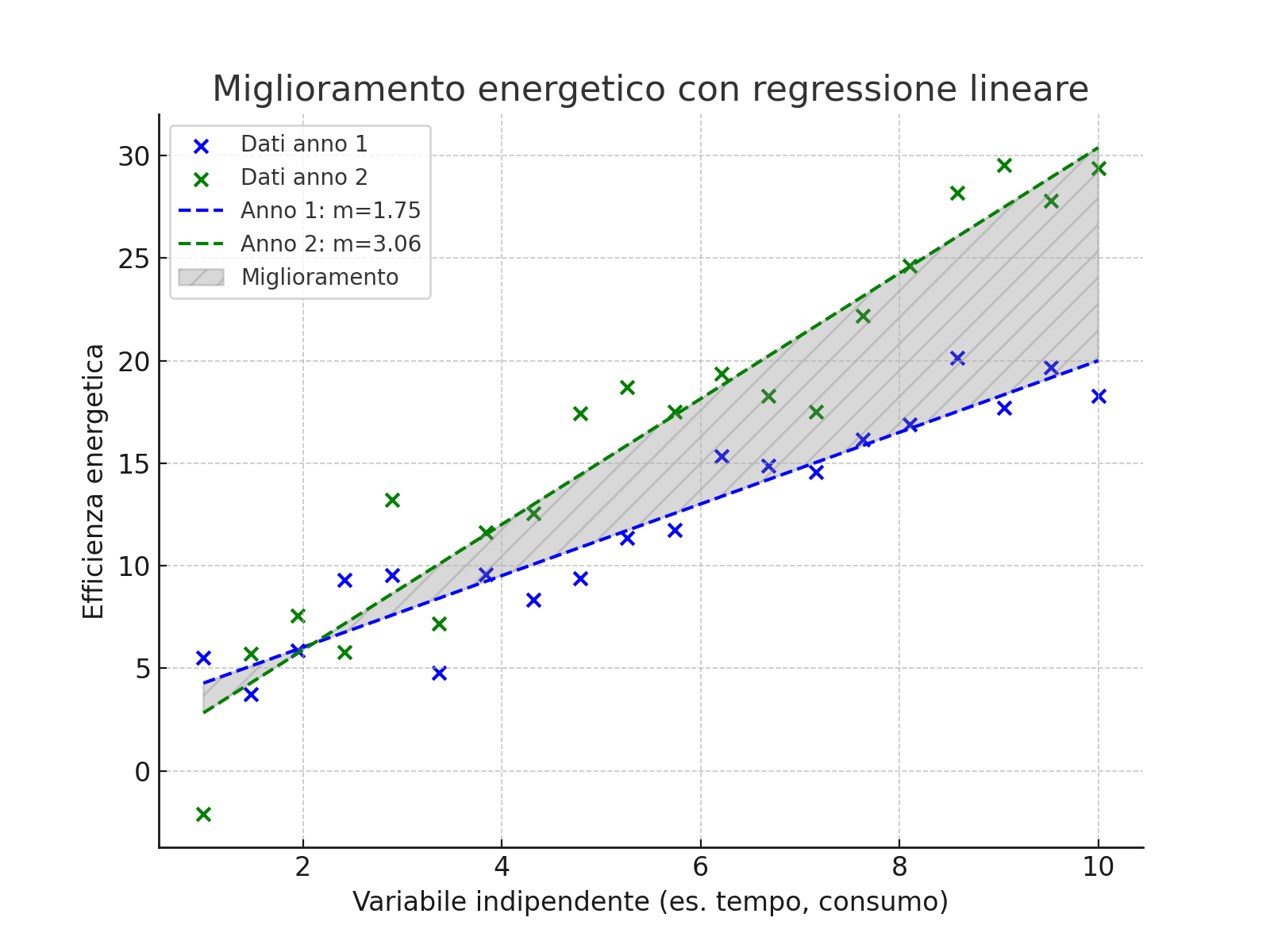
Confronto di regressioni lineari su due anni, le variazioni e gli errori non sono riportati, in grigio tratteggiato il peggioramento (a basse energie e basso tempo di produzione) e poi miglioramento. Il coefficiente angolare delle rette (m), da informazioni circa la pendenza della retta, più pendente più il processo è efficiente energeticamente. La scelta della variabile pertinente può variare anche da singola aera lavorativa o componente fisica.

Come gran parte delle norme che regoliamo i sistemi di gestione i tempi di audit per gli organismi di terza parte sono determinati dal numero di personale coinvolto e dai gradi di rischio per l'attività erogata. Per SGE il grafo di rischio si definisce come complessità calcola sul numero di USE (non singoli utilizzi, ma utilizzi più rilevanti), il numero di Vettori significativi e i consumi totali normalizzati in TEP o Joule. Non è sempre immediato quantificare quanto una singola persona possa impattare sull'uso dell'energia a seconda del ruolo che riveste, solitamente oltre al gruppo di gestione del energia si somma chi ha rilevanza nel controllo degli USE.

## Requisiti di un sistema di gestione dell'energia
I requisiti previsti nella norma sono del tutto generali, applicabili a qualsiasi tipo di organizzazione e schematizzati secondo il modello del miglioramento continuo definito dal ciclo di Deming Plan-Do-Check-Act, «Pianificare-Attuare-Verificare-Agire». 
La ISO 50001:2018 ha la seguente struttura:
- 4 Contesto dell'organizzazione:
  - 4.1 Comprendere l'organizzazione e il suo contesto.
  - 4.2 Comprendere le esigenze e aspettative degli stakeholders.
  - 4.3 Determinare il campo d'applicazione, le attività e il perimetro (fisico e non) a cui è riferito il sistema di gestione dell'energia, monitorando le eventuali esclusioni (di attività o luogo). Normalmente i vettori energetici, (Fonti da dove proviene l'energia, es. Energia elettrica autoprodotta, Energia elettrica da rete pubblica, gasolio etc...) la cui somma incide meno del 20% dei consumi totali vengono classificati come minoritari e quindi valevoli di esclusione. Questo a patto che essi siano comunque valutati come tali rispetto al contesto e agli USE (usi significativi) tenendo conto naturalmente della loro diversa applicabilità nelle varie delimitazioni del perimetro del sistema (in particolare per più unità locali), nella loro esclusione bisogna tenere conto delle: tolleranze di variazione dei consumi (come gli errori dei misuratori) e della congruità con gli obiettivi di miglioramento (rif. § 6.2, i quali solitamente non applicabili esclusivamente ai vettori minoritari, se non chiaramente giustificata la non applicabilità ai maggioritari).
  - 4.4 Sistema di gestione dell'energia.

- 5. Leadership:
  - 5.1 Leadership e impegno.
  - 5.2 Politica energetica: la quale deve essere divulgata e deve contenere gli obiettivi energetici preposti.
  - 5.3 Ruoli, responsabilità e autorità nell'organizzazione. Energy team con eventualmente un Energy manager.
- 6 Pianificazione
  - 6.1 Azioni per affrontare rischi e opportunità ai fini del miglioramento energetico.
  - 6.2 Obiettivi, traguardi energetici e pianificazione per il loro raggiungimento. Solitamente essi devono:
    - Considerare tutti gli usi energetici (dove viene utilizzata l'energia, per poi identificare le singole l'applicabilità agli/al USE);
    - Capire e considerare i processi coinvolti, le tempistiche congrue di raggiungimento, le responsabilità.
    - Essere quantificabili/misurabili (cercando di mantenere coerenza nel tempo, o comunque ri-normalizzare i parametri obiettivi passati, al presentarsi di variazioni significative del sistema o del contesto, questo solitamente al fine di poter usare con sistematicità rigorosa gli obiettivi pregressi come confronto per i nuovi obbiettivi nel calcolo del miglioramento dei consumi energetici, e quindi non perdere informazioni utili su come raggiungere gli obiettivi).

  - 6.3 Analisi energetica. Si deve dimostrare la validità e la corretta identificazione dei consumi energetici, monitorando quelli minoritari.
  - 6.4 Indicatori della prestazione energetica, EnPI (Energy Performance Indicator) i quali devo essere congrui e validi. È buona norma che i KPI di prestazione energetica siano normalizzati e adeguati al contesto[5][6] ed alla base line di riferimento (EnB, Energy base). La norma 50006, da delle linee guida per identificare al meglio gli EnPI (ad esempio tramite confronto dei coefficienti angolari delle regressioni costruite dai rapporti energia consumata/parametri pertinenti). Solitamente questi sono generati dall'analisi dei dati della diagnosi energetica/analisi energetica aziendale. Utilizzare il fatturato come coefficiente negli indicatori è una possibilità, ma bisogna prestare attenzione a non confondere gli indicatori di prestazione energetica con gli indicatori di prestazione economica, senza considerare inoltre tutte le variabili che possono influenzare il fatturato (si veda oscillazione dei prezzi).
  - 6.5 Consumo di riferimento, EnB, in un periodo e per un periodo di tempo congruo ed adeguato (L'EnB benché normalmente parametro statico può comunque essere variato nel corso degli anni).
  - 6.6 Pianificazione della raccolta dei dati energetici.
- 7 supporto
  - 7.1 Risorse.
  - 7.2 Competenza.
  - 7.3 Consapevolezza.
  - 7.4 Comunicazione.
  - 7.5 Informazioni documentate.
- 8 attività operative
  - 8.1 Pianificazione e controlli operativi.
  - 8.2 Progettazione (es. Progettazione di acquisto macchinari e misuratori).
  - 8.3 Approvvigionamento.
- 9 valutazione della prestazione
  - 9.1 Monitoraggio, misurazione, analisi e valutazione della prestazione energetica e del SGE, rispetto delle norme e controllo delle scadenze.
  - 9.2 Audit interno (rispettando il principio di imparzialità).
  - 9.3 Riesame della direzione.
- 10 miglioramento
  - 10.1 Non conformità e azioni correttive.
  - 10.2 Miglioramento continuo.

## Standard precedenti
La norma ha avuto origine dallo standard tecnico europeo precedente la EN 16001, recepito in Italia con la UNI CEI EN 16001, di pubblicazione del comitato europeo di normazione (CEN). La norma aveva dettato i requisiti per la certificazione dei Sistemi di gestione dell'energia a partire dal 2009.
Segue poi la prima edizione, la ISO 50001:2011, la quale aveva la seguente struttura:
- 4.1 Requisiti generali
- 4.2 Responsabilità della direzione
- 4.3 Politica energetica
- 4.4.2 Prescrizioni legali e altre prescrizioni
- 4.4.3 Analisi energetica
- 4.4.4 Energy Baseline (Consumi di Riferimento)
- 4.4.5 Indicatori di performance energetica
- 4.4.6 Obiettivi, Traguardi e Programmi
- 4.5.2 Competenza, formazione e consapevolezza
- 4.5.3 Comunicazione
- 4.5.4 Documentazione
- 4.5.5 Controllo operativo
- 4.5.6 Progettazione
- 4.5.7 Acquisti
- 4.6.1 Sorveglianza e misurazioni
- 4.6.2 Rispetto delle prescrizioni
- 4.6.3 Audit interno
- 4.6.4 Non conformità, Azioni correttive e Azioni Preventive
- 4.6.5 Controllo delle registrazioni
- 4.7 Riesame